# 하천부지

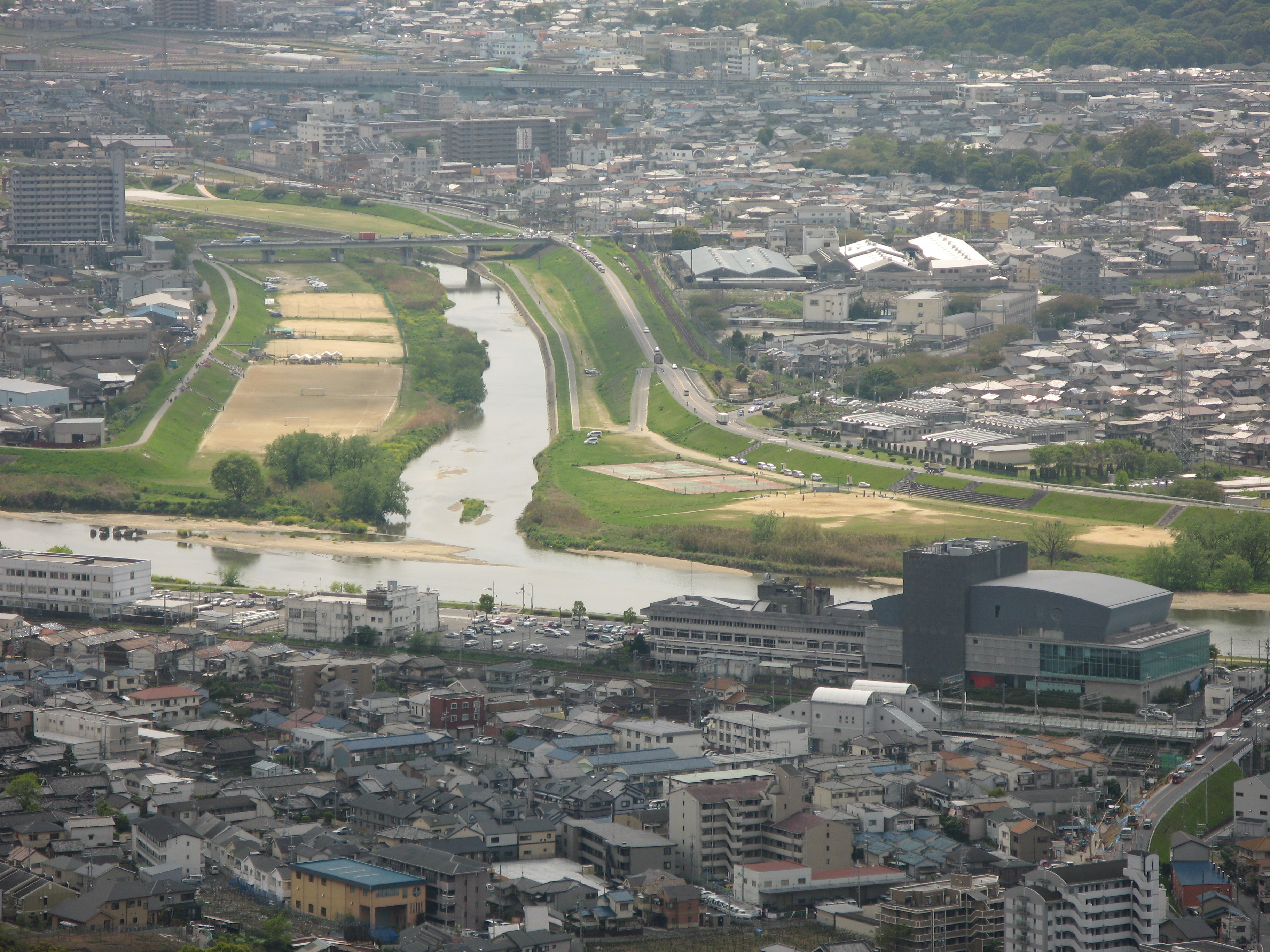
야마토강과 이시강의 합류점. 물이 흐르는 곳이 저수부지고, 그 좌우로 녹지가 남아 있는 곳이 고수부지다. 이 고수부지는 자전거도로, 운동장 등으로 사용되고 있다.

하천부지(일본어: 河川敷 가센시키[*])는 일본어 표현으로서, 하천에서 언제나 물이 흐르는 구역인 저수부지(低水敷)와 강수 등으로 물이 넘치면 물에 잠기는 고수부지(高水敷)를 합쳐서 부르는 개념이다. 하천부지를 물길이라는 뜻에서 하도(일본어: 河道 카도[*])라고도 한다.
대한민국의 국립국어원에서는 고수부지를 둔치라고 순화하도록 하였는데, 정확히 일치하는 개념은 아니다.